# Phyllodromica merrakescha
Phyllodromica merrakescha es una especie de cucaracha del género Phyllodromica, familia Ectobiidae. Fue descrita científicamente por Adelung en 1914.
Habita en Marruecos.